# Mirin
Mirin (味醂 or みりん, japonsko: [miɾiɴ]) je vrsta riževega vina in pogosta sestavina japonske kuhinje. Podoben je sakeju, vendar z nižjo vsebnostjo alkohola in višjo vsebnostjo sladkorja. Vsebnost sladkorja je kompleksen ogljikov hidrat, ki nastane naravno med procesom fermentacije; sladkorji niso dodani. Vsebnost alkohola se pri segrevanju tekočine dodatno zniža.

## Vrste
Kot mirin se tržijo tri vrste izdelkov. Prvi je hon mirin (dobesedno: pravi mirin), ki vsebuje približno 14 % alkohola in se proizvaja s 40 do 60 dnevnim postopkom drozganja (saharifikacije). Drugi je šio mirin (dobesedno: solni mirin), ki vsebuje najmanj 1,5 % soli za preprečevanje uživanja in izogibanje davku na alkohol.
Tretji so mirinu podobne začimbe, imenovane šin mirin (dobesedno: novi mirin) ali mirin-fu čomirjo (dobesedno: mirinu podobna začimba), ki so nadomestki in ne dejansko mirin. So mešanice sirupov sladil, arom, kot so izvlečki kōdži, in ojačevalcev okusa. Vsebujejo manj kot 1 % alkohola.
Izraz ali trgovsko ime adži-mirin (dobesedno: mirin okusa) lahko pomeni različne stvari, kot so solni mirin, sintetični mirin ali mirinu podobne začimbe.

## Uporaba
V obdobju Edo so mirin uživali kot amazake. O-toso, ki se tradicionalno uživa za japonsko novo leto, lahko naredite tako, da mešanico začimb namočite v mirin.
V kansaiskem slogu kuhanja mirin pred uporabo na kratko zavremo, da nekaj alkohola izhlapi. V regionalnem slogu Kantō se mirin uporablja neobdelan. Kuhan mirin v slogu Kansai se imenuje nikiri mirin (煮切り味醂) (dobesedno: temeljito prekuhan mirin).
Mirin doda svež pridih ribam na žaru ali pečenki ali izbriše vonj po ribah. Majhna količina se pogosto uporablja namesto sladkorja in sojine omake. Včasih se uporablja kot priloga k sušiju.
Mirin je tudi sestavina drugih omak:
- Kabajaki (jegulja na žaru) omaka: mirin, sojina omaka, sake, sladkor, ribja kost (po želji)
- Nikiri mirin omaka: sojina omaka, daši, mirin, sake, v razmerju 10:2:1:1
- Suši su (suši rižev kis): rižev vinski kis, sladkor, nikiri mirin omaka
- Terijaki omaka